# Шлат (Германия)
Шлат (нем. Schlat) — община в Германии, в земле Баден-Вюртемберг. Расположена вблизи горного массива Швабский Альб и вершины Фухсек.
Подчиняется административному округу Штутгарт. Входит в состав района Гёппинген.  Население составляет 1727 человек (на 31 декабря 2010 года). Занимает площадь 9,68 км².